# Niederwil (Argovie)
Pour les articles homonymes, voir Niederwil.
Niederwil est une commune suisse du canton d'Argovie, située dans le district de Bremgarten.

Photo aérienne (1970).